# Traktat Webstera-Ashburtona
Traktat Webstera–Asburtona – porozumienie pomiędzy rządami Wielkiej Brytanii i USA zawarte 9 sierpnia 1842, regulujące granicę pomiędzy Kanadą i innymi koloniami brytyjskimi, a Stanami Zjednoczonymi.
Traktat został wynegocjowany pomiędzy sekretarzem stanu USA, Danielem Websterem, a brytyjskim dyplomatą, lordem Ashburtonem. Traktat wytyczał granicę na pominiętym w Konwencji z 1818 odcinku pomiędzy Jeziorem Leśnym a Górnym, akceptował istniejącą granicę pomiędzy stanami Nowy Jork, Vermont, New Hampshire a Kanadą, oraz wytyczał nową linię graniczną pomiędzy stanem Maine a Nowym Brunszwikiem. Po zawarciu tego traktatu jedyną sporną granicą była ta pomiędzy Krajem Oregonu a Kolumbią Brytyjską, która została uregulowana traktatem oregońskim. Traktat Webstera–Asburtona dodatkowo ustalał wspólne działania brytyjsko-amerykańskie prowadzące do zwalczania handlu niewolnikami.